# Tomáš Majtán
Tomáš Majtán (ur. 30 marca 1987 w Bratysławie) – słowacki piłkarz występujący na pozycji napastnika w austriackim klubie ASK-BSC Bruck an der Leitha. Wychowanek Interu Bratysława, w trakcie swojej kariery reprezentował także barwy Petržalki, Žiliny, Baníka Ostrawa, Górnika Zabrze, FK Senica, Spartaka Trnawa, 1. FK Příbram, SS Racing Club Roma, Mezőkövesd Zsóry FC i MFK Skalica. Były reprezentant Słowacji do lat 21.